# Mein Leben – Marcel Reich-Ranicki
Mein Leben – Marcel Reich-Ranicki é um telefilme alemão de 2009 dirigido por Dror Zahavi baseado na autobiografia do crítico literário Marcel Reich-Ranicki.

## Sinopse
A dramatização da autobiografia do crítico literário mais influente da Alemanha, Marcel Reich-Ranicki. Desde sua infância na Polônia e seus dias de escola em Berlim, até a deportação e a luta diária pela sobrevivência no Gueto de Varsóvia, onde ele encontra o amor de sua vida, ao seu retorno à Alemanha: aos 92 anos de idade.

## Elenco
- Matthias Schweighöfer ... Marcel Reich
  - Filip Jarek ... Marcel (criança)
- Katharina Schüttler ... Tosia
- Maja Maranow ... Helene Reich
- Joachim Król ... David Reich
- Sylvester Groth ... Kawalerowicz
- Alexander Khuon ... Alexander Reich
- Rolf Nagel ... vovô Mannheim
- Henriette Richter-Röhl ... Angelika Hurwicz
- Thomas Meinhardt ... Adam Czerniaków
- Friederike Becht ... Gerda Reich
- Katharina Rivilis ... Halina
- Holger Handtke ... Hermann Höfle
- Frank Leo Schröder ... Heinz Auerswald
- Oliver Bigalke ... Soldado

## Prêmios e indicações
| Ano  | Prêmio                    | Categoria                   | Indicação                         | Resultado |
| ---- | ------------------------- | --------------------------- | --------------------------------- | --------- |
| 2010 | International Emmy Awards | Melhor Telefilme/Minissérie | Mein Leben – Marcel Reich-Ranicki | Indicado  |